# Ливитт, Чарльз
Чарльз Ливитт (англ. Charles Leavitt) — американский сценарист, наиболее известный сценарием к фильму 2006 года «Кровавый алмаз».

## Биография
После написания сценариев к фильмам «Ловец солнца» (1996), «Великан» (1998) и «Планета Ка-Пэкс» (2002), Warner Bros. наняла Ливитта в феврале 2004 года, чтобы переписать ранние наброски сценария к фильму «Кровавый алмаз», который тогда назывался «Окаванго». Сюжет попал в «производственный ад» на студии на несколько лет, пока продюсеры Пола Вайнштейн и Гиллиан Горфил не решились на историю об африканском фермере, настигнутого в конфликте между американским контрабандистом и местной алмазно-добывающей организацией. Ливитт очень глубоко исследовал алмазную индустрию до того как начал писать сценарий, объясняя, что он «всегда был фанатом погружения в исследования». Он написал сценарий с предположением о том, что это могло обидеть алмазную индустрию, частично «De Beers», и убедился, что достоверно изобразил индустрию, опасаясь, что «De Beers» и другие могущественные минные корпорации могли вероятно подать на него в суд. Пола Вайнштейн была поражена сценарием «Кровавого алмаза» Ливитта, но наняла сценаристов Эда Цвика и Маршалла Херсковица чтобы переписать сценарий заново; к тому времени, как он уже закончил сценарий, Цвик стал заинтересованным в сюжете, что согласился снять этот фильм.
Warner Bros. подписала контракт с Ливиттом в октябре 2006 года чтобы адаптировать роман издателя журнала Vanity Fair Дага Стампфа под названием «Признания мальчика чистящего обувь на Уолл-стрит», на который студия приобрела права в середине 2005 года. С тех пор он также изначальный сценарий Скотта Уильямса к фильму «Экспресс», биографическому фильму об игроке в американский футбол Эрни Дэвисе. Он написал сценарий к фильму «В сердце моря» для «Intermedia» и «Spring Creek», и также спек-сценарий «Царство животных». Его кино-адаптация романа Дэйва Кинга «Ха-ха» в данный момент находится в производстве, и в данный момент он пишет сценарии к наступающим фильмам «Восстание», «Седьмой сын» и «Варкрафт».